# مبدأ جونسون

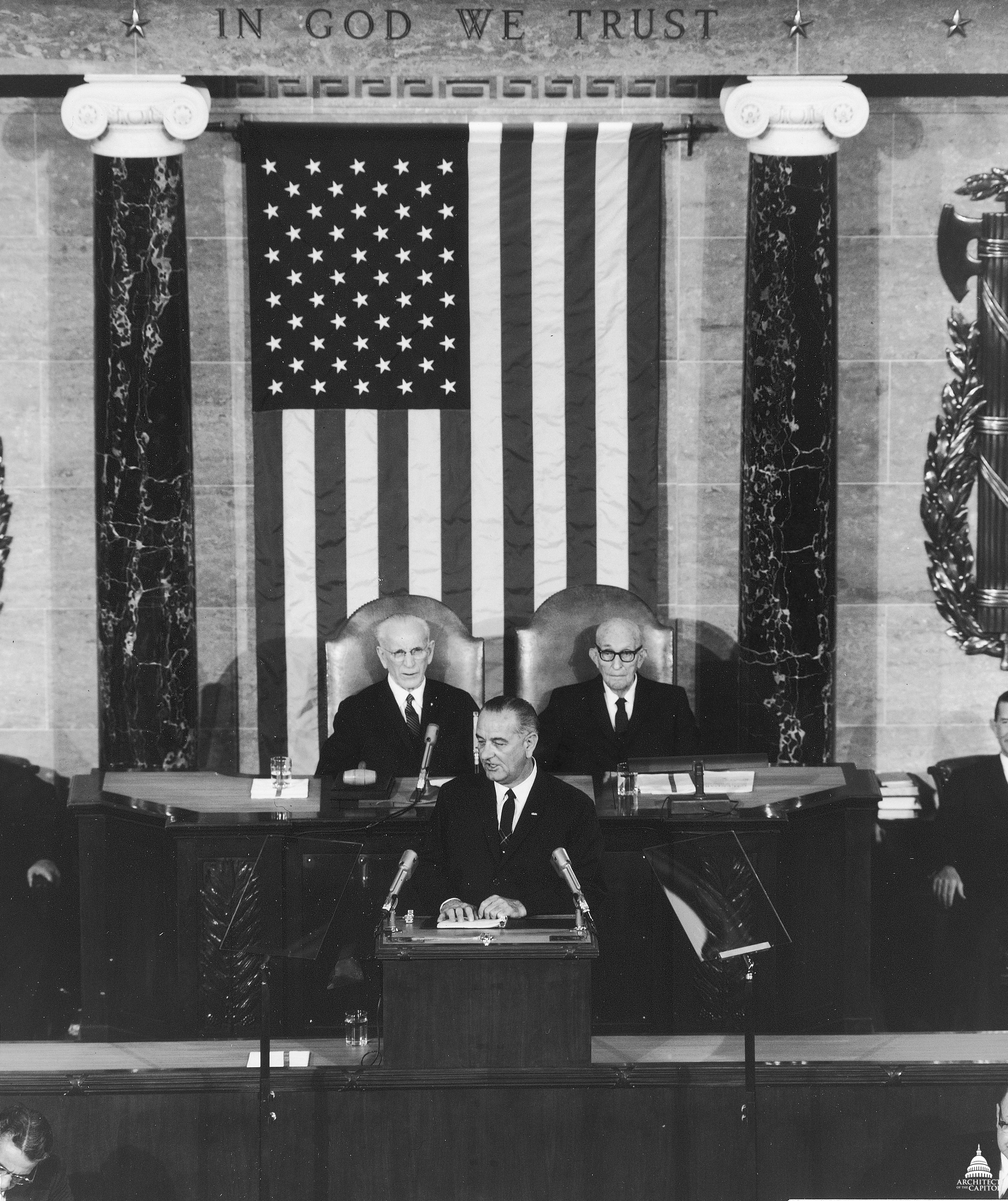
جونسون في خطاب حالة الاتحاد عام 1965.

أعلن الرئيس الأمريكي ليندون جونسون عن "مبدأ جونسون Johnson Doctrine"بعد تدخل الولايات المتحدة في جمهورية الدومينيكان عام 1965، والذي ينص على أن الثورة الداخلية في نصف الأرض الغربي لن تظل مسألة محلية عندما يكون الهدف هو إقامة "مجموعة شيوعية دكتاتورية". خلال رئاسة جونسون، بدأت الولايات المتحدة مرة أخرى بالتدخل في شؤون الدول ذات السيادة، وخاصة دول أمريكا اللاتينية (عكس سياسة حسن الجوار السابقة التي كانت سائدة في العقود السابقة). إن مبدأ جونسون هو الإعلان الرسمي عن نية الولايات المتحدة التدخل في مثل هذه الشؤون. وهو امتداد لمبدأ أيزنهاور ومبدأ كينيدي.

## خلفية

### معارضة الولايات المتحدة للشيوعية
عارضت حكومة الولايات المتحدة انتشار الشيوعية خلال الحرب الباردة. أدت هذه المعارضة للشيوعية إلى ما يعرف بالخوف الأحمر؛ حيث قيل للأميركيين إن عليهم أن يخشوا التأثير المحتمل للشيوعية. وقد تجلت هذه المشاعر المعادية للشيوعية من خلال تصريحات مثل مبدأ ترومان، الذي أعلن أن الولايات المتحدة ستقدم المساعدة للدول المُهدَّدة بالاستبداد.
سعت حكومة الولايات المتحدة إلى اتخاذ إجراءات ضد الشيوعية قبل إعلان مبدأ جونسون؛ على الرغم من معارضته في البداية لفكرة إرسال قوات أمريكية للمساعدة في حرب فيتنام، كان جونسون يعارض أيضًا السماح لدول شرق آسيا الديمقراطية بالسقوط في أيدي الشيوعيين.

### تدخل الولايات المتحدة في أمريكا اللاتينية

خريطة أمريكا اللاتينية ومنطقة البحر الكاريبي باللون الأخضر (الولايات المتحدة وكندا باللون الرمادي)

#### أيديولوجية العصا الغليظة
ابتداءً من عام 1901 حتى عام 1933، استخدمت الولايات المتحدة نتيجة روزفلت Roosevelt Corollaryوتعديل بلات Platt Amendmentكمبرر للتدخل العسكري في شؤون دول أمريكا اللاتينية. على سبيل المثال، في الحرب الإسبانية الأمريكية، هزمت الولايات المتحدة إسبانيا وحصلت على استقلال كوبا؛ ومع ذلك، مارست الولايات المتحدة ضغوطًا على كوبا وأجبرت الحكومة الجديدة على إدراج "تعديل بلات" في دستورها الجديد، مما يعطي الحق الولايات المتحدة في التدخل في الشؤون الكوبية. تميزت هذه الفترة بإعلان ثيودور روزفلت أن الولايات المتحدة ستعمل كقوة بوليسية دولية للغرب، مما أدى إلى تقليص نفوذ القوى الأوروبية في منطقة البحر الكاريبي وأمريكا الوسطى والجنوبية، وبالتالي زيادة نفوذ الولايات المتحدة. في تلك المناطق.

#### الحرب العالمية الثانية وعصر الحرب الباردة
انتهت هذه التدخلات مؤقتًا بسياسة حسن الجوار التي انتهجها فرانكلين روزفلت. لقد عملت سياسة حسن الجوار على إنهاء التدخل الأمريكي، وإن كان مؤقتًا. ومع ذلك، فإن سياسة حسن الجوار تتطلب من دول أمريكا اللاتينية قبول قيادة الولايات المتحدة.
في أعقاب الحرب العالمية الثانية وبداية الحرب الباردة، بدأت الولايات المتحدة تنظر إلى أمريكا اللاتينية من خلال رؤية جديدة؛ كان يُنظر إلى إمكانية قيام الاتحاد السوفيتي بتأسيس الشيوعية في أمريكا الوسطى والجنوبية على أنها مصدر قلق بالغ. ونتيجة لذلك تدخلت الولايات المتحدة في العديد من البلدان، بما في ذلك جمهورية الدومينيكان، في محاولة لمنع انتشار الشيوعية. وكانت طبيعة هذه التدخلات مختلفة عن التدخلات السابقة. وفي عام 1948، نشأت منظمة الدول الأمريكية. كانت هذه المنظمة، إلى جانب معاهدة البلدان الأمريكية للمساعدة المتبادلة لعام 1947، تعني أن الولايات المتحدة لا يزال بإمكانها التدخل ولكنها كانت بحاجة إلى مبرر واضح للقيام بذلك.

#### التدخل في الدومينيكان عام 1965

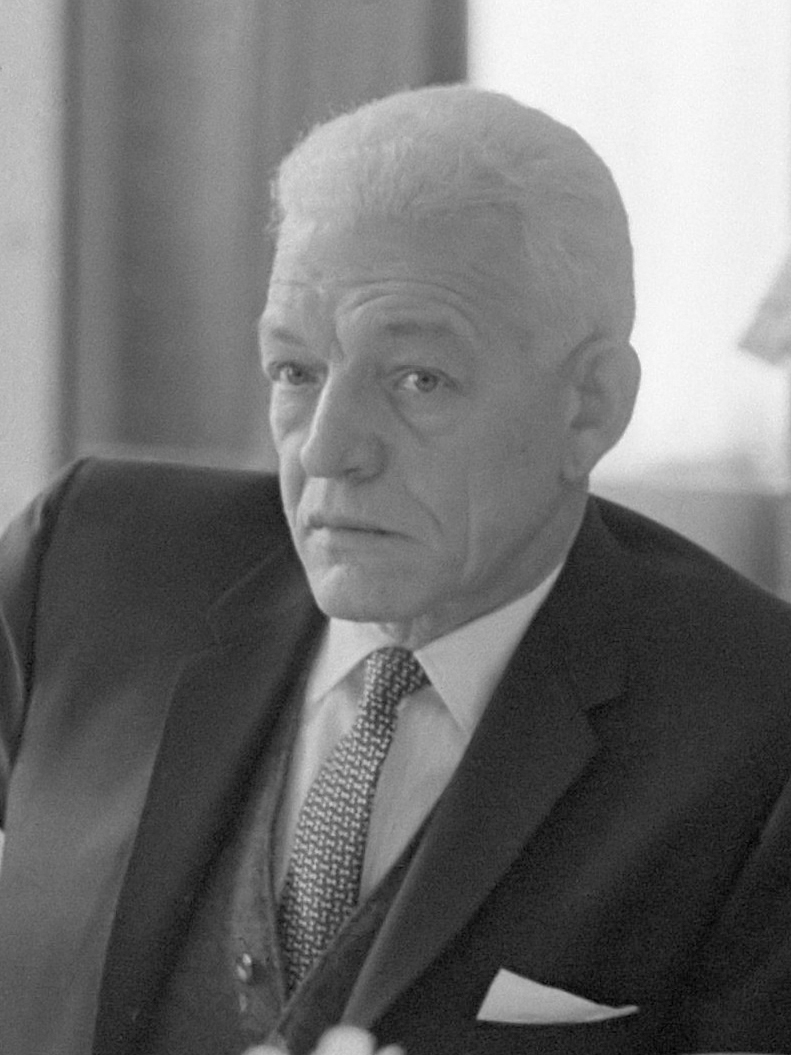
رئيس الدومينيكان خوان بوش، في الصورة عام 1963

قبل التدخل في جمهورية الدومينيكان الذي أدى إلى إعلان مبدأ جونسون، تعاملت الولايات المتحدة مع جمهورية الدومينيكان بعدة طرق؛ بما في ذلك تنفيذ العقوبات، والتهديد باستخدام القوة العسكرية، بدعوى ضمان إجراء انتخابات حرة لتعزيز الديمقراطية. وفي عام 1965، تدخلت الولايات المتحدة مرة أخرى في جمهورية الدومينيكان عندما بدا احتمال استيلاء الشيوعيين على السلطة وارداً. في ذلك العام، بدت مجموعة يسارية تدعم خوان بوش المنتخب ديمقراطياً على استعداد لإعادة بوش إلى السلطة.
شاركت مجموعة من الشيوعيين الدومينيكانيين في الثورة، واعتبرت الولايات المتحدة التهديد المتمثل في استيلاء الشيوعيين على السلطة خطيرًا للغاية بحيث لا يمكن تركه. علاوة على ذلك، عندما انتُخِب خوان بوش لأول مرة، كانت حكومة الولايات المتحدة تشعر بالقلق من أنه على الرغم من انتخابه ديمقراطيا، فإنه قد يقود البلاد إلى حكومة شيوعية. وفي محاولة لمنع ذلك، أرسلت الولايات المتحدة قوات عسكرية، وذلك خروج عن فلسفة حسن الجوار التي كانت سائدة في العقود السابقة.
لقد بررت الولايات المتحدة تصرفاتها في جمهورية الدومينيكان (كما بررت تدخلاتها في كوبا في السنوات السابقة) بأنها انتهاك لمبادئ مبدأ مونرو؛ قرر المشرعون أيضًا توسيع مبدأ مونرو على وجه التحديد للسماح بالتدخل إذا تصاعدت التوترات في جمهورية الدومينيكان.

## المبدأ
عزز مبدأ جونسون مبادئ حكومة الولايات المتحدة -آنذاك- ضد التوسع الاشتراكي. وذكر جونسون في خطابه في 2 مايو على وجه التحديد أن الدول الأمريكية لن تسمح بإقامة "حكومة شيوعية" أخرى في نصف الكرة الغربي. وضع جونسون سياق الإعلان من خلال رؤية الثورة في جمهورية الدومينيكان، مستشهدًا بفصائل الثورة المختلفة. واصل جونسون الإشادة بحكومة جمهورية الدومينيكان وأوضح أن نيته كانت الدفاع عن الداخل.
يرتكز مبدأ جونسون على مبدأي كينيدي وأيزنهاور في معارضته للشيوعية في نصف الكرة الغربي. وهو يتوازي أيضًا مع مبدأ مونرو، مع التركيز على إدانة التدخل غير الأميركي (في هذه الحالة الاشتراكي) في الأميركيتين.
مبدأ موسكو الاستراتيجي
جرى بناء مبدأ جونسون على أساس مبدأي كينيدي وأيزنهاور من حيث أنها تُعارض الشيوعية في نصف الكرة الغربي، وهذا المبدأ هو مبدأ موسكو الإستراتيجي. قام الدكتور توماس ب. لارسون وألكسندر ج. دالين بدراسة عقيدة موسكو الإستراتيجية، ومن النتائج التي توصلا إليها وُجد أنه يواجه أكثر سياسات الحد من الأسلحة السوفيتية خلال عهد خروتشوف. خلال الفترة من 1964 إلى 1965 عندما نشر لارسون ودالين النتائج التي توصلا إليها توصلا إلى الافتراض الرئيسي في هذا المبدأ هو أنه بسبب عدم التوازن في الأسلحة الاستراتيجية لصالح الولايات المتحدة. لقد قام الاتحاد السوفييتي بتصحيح التوازن في هذه الفئة للأسلحة الاستراتيجية وبالتحديد في الصواريخ الباليستية العابرة للقارات خلال هذا الوقت بالإضافة إلى إظهار وجهات نظر سلبية بشأن قيود الأسلحة واتفاقيات الحد من الأسلحة بين الولايات المتحدة والسوفييت.
مبدأ أيزنهاور: مثال في الشرق الأوسط
كان مبدأ أيزنهاور هو بناء لماهية مبدأ جونسون وله طريقته الخاصة في التعامل مع الشيوعية. أحد الأمثلة على مبدأ أيزنهاور في الواقع هو ما حدث في الشرق الأوسط عام 1957 عندما أعلنت الولايات المتحدة أنها ستوزع مساعدات اقتصادية وعسكرية، وإذا لزم الأمر ستستخدم القوة العسكرية لطرد الشيوعية. وبدعوى تأمين الشرق الأوسط، طبَّق أيزنهاور مبدأه في 1957-1958 بإرسال الأموال إلى المملكة الأردنية، وتشجيع السوريين على شن عمليات عسكرية ضدها ونشر قوات أمريكية في لبنان لوقف أي تغييرات جذرية. وأظهر المبدأ عزم الولايات المتحدة في ما يُسمى بتأمين الاستقرار في الشرق الأوسط وتأثيرها في الشؤون الدولية، وبذلك أثار أيزنهاور احتمالات قتال الولايات المتحدة في الشرق الأوسط وتحمل المسؤولية عنه لعقود قادمة.
مبدأ جونسون: أمريكا اللاتينية
في أمريكا اللاتينية، يتشابه مبدأ جونسون مع مبدأ أيزنهاور في كيفية التعامل مع الشيوعية. في عام 1965، أرسل الرئيس جونسون أكثر من 20 ألف جندي إلى جمهورية الدومينيكان في ظل فكرة أن أمريكا ودولها لن تسمح بنشوء حكومة شيوعية في نصف الكرة الغربي. على الرغم من أن تصرفات جونسون كانت تبدو متعددة الأطراف، إلا أنها كانت أكثر أحادية، وجرى تبرير تصرفاتها من خلال منظمة الدول الأمريكية (OAS) بعد سن العمل العسكري. ومع ذلك، من خلال التصرف من جانب واحد ومن خلال "مبدأ جونسون" الذي وضعه جونسون، انتهكت الولايات المتحدة الحظر الذي فرضته منظمة الدول الأمريكية على أي دولة أمريكية من التدخل من أي نوع في أي دولة أخرى لأي سبب من الأسباب. كما انتهك هذا الإجراء أيضًا تعهد عدم التدخل الذي كان جزءًا أساسيًا من سياسة حسن الجوار التي أقرها الرئيس فرانكلين روزفلت.
مبدأ مونرو: كوبا وجمهورية الدومينيكان
يتبع مبدأ جونسون نفس مبادئ مبدأ مونرو في حماية الأراضي المملوكة لأمريكا اللاتينية، والتي تأسست عام 1823، في كيفية إحيائها وكذلك إثارة الجدل. أدى الاستقلال الاقتصادي الكوبي مع الاتحاد السوفييتي، واكتشاف الصواريخ السوفييتية وإزالتها، والتسلل الكوبي إلى أمريكا اللاتينية مؤخرًا إلى الدومينيكان، إلى إثارة الجدل حول مبدأ مونرو. ومن الأفكار التي جرى نشرها أن رئيس الوزراء الكوبي كاسترو والاتحاد السوفيتي تحدا وانتهكا مبدأ مونرو وأنه ينبغي تطبيق هذا المبدأ على كوبا. كما جرى التأكيد على ضرورة إحياء المبدأ واستعادته قبل ذلك. مثال على ذلك سيكون خلال أزمة الصواريخ الكوبية عام 1962 حيث جرى تشكيل لجنة لمبدأ المحافظين غير الراضين عن سياسة الرئيس. كان الهدف الرئيسي لهذه اللجنة هو إقناع الكونجرس بتمرير قرار مشترك لإعادة تأكيد المبدأ، وفي عام 1963 قدم مجلس النواب قرارًا مفاده أن القوات السوفيتية في كوبا انتهكت المبدأ. بعد ذلك بعامين، طلب عضو الكونجرس دانييل جيه فلود دعم مجلس النواب "لتوسيع" المبدأ خوفًا من اندلاع الأمور في منطقة البحر الكاريبي، واقترح عضو الكونجرس أرميستيد سلدن قرارًا يمنح الولايات المتحدة قوة أحادية في أمريكا اللاتينية ضد الشيوعية التي انتهكت "أساسيات" ذلك المبدأ.

## تطبيق المبدأ

خريطة لتورط الولايات المتحدة في تغيير النظام في أمريكا اللاتينية

بعد تطبيق مبدأ جونسون، واصلت الولايات المتحدة التدخل في الشؤون الدولية. وفي أميركا اللاتينية، تدخلت الولايات المتحدة لمنع التهديدات المتصورة من القوى اليسارية؛ وشملت بعض التدخلات المؤكدة عملية كوندور في السبعينيات، ودعم الكونترا في نيكاراغوا وغزو غرينادا في عام 1983.
وشملت تدخلات الولايات المتحدة أيضًا المشاركة في تغيير الأنظمة، والدعم العسكري، وغزو دول خارج نصف الكرة الغربي؛ على سبيل المثال، قدمت الولايات المتحدة الدعم لأوكرانيا في أعقاب الغزو الروسي لأوكرانيا. علاوة على ذلك، تحتفظ الولايات المتحدة بوجود عسكري في دول حول العالم  بالإضافة إلى تقديم المساعدات الخارجية لدعم المصالح الأمريكية.

## قراءة إضافية
- ميرتونس، هايكو (2010): مبادئ السياسة الأمنية الأمريكية - تقييم بموجب القانون الدولي ، مطبعة جامعة كامبريدج،(ردمك 978-0-521-76648-7).